# Tetramorium dogieli
Tetramorium dogieli är en myrart som beskrevs av Vladimir Aphanasjevich Karavaiev 1931. Tetramorium dogieli ingår i släktet Tetramorium och familjen myror. Inga underarter finns listade i Catalogue of Life.